# Софроній (Ющук)
Єпи́скоп Софро́ній (Степа́н Петро́вич Ющу́к; нар. 11 квітня 1951, село Котельня-Боярська, Брестський район, Брестська область, Білорусь) — єпископ Російської православної церкви, від 7 жовтня 2002 — Могилевський та Мстиславський.

## Життєпис
1969—1971 — відбував службу у большевицькій армії.
1982 — закінчив Лєнінградську духовну семінарію.
1986 — Сатнкт-Петербурзьку духовну академію.
9 квітня 1987 — пострижений в ченці у Жировицькому монастирі.
21 квітня 1987 — рукопокладений в ієродиякона, 20 травня — в ієромонаха.
1990 — зведений в сан ігумена.
1994 — в сан архімандрита.
1990-1994 — благочинний Жировицького монастиря.
1994-2001 — намісник Благовіщенського монастиря (с. Ляди, Мінської області).
27 грудня 2000 — єпископ Брестський та Кобринський.
4 лютого 2001 — хіротонія в єпископа.
4 червня 2002 — призначений на Могилевську катедру.
7 жовтня 2002 — єпископ Могилевський та Мстиславський.
27 грудня 2005 — призначений тимчасовим управителем Бобруйської єпархії.
23 серпня 2009 — перед початком літургії на єпископа Софронія був здійснений напад у катедральному соборі в Могилеві. Чоловік 37 років, що перебував на обліку в обласній психіатричній клініці, підійшов до єпископа, завдав йому удар ножем у живіт.

## Нагороди
- Орден святого благовірного князя Данила Московського ІІ ступеню[3][4]
- Орден преподобного Сергія Радонезького ІІ[5] та III ступенів.